# 阿扎尔自治共和国
阿扎尔自治共和国为格鲁吉亚的一个自治共和国，位於格魯吉亞的西南角，南邊与土耳其接壤，西邊临黑海，东邊和北邊毗邻格魯吉亞本土，面积2,919平方公里，首府巴统。

## 歷史
阿扎尔是阿扎尔人的故乡，阿扎尔人是格鲁吉亚人的一个地区分支。阿扎尔的自治地位受到《卡尔斯条约》第六条的保障。阿查拉歷史上曾是阿查拉蘇維埃社會主義自治共和國。是蘇聯的一個自治共和國，屬格鲁吉亚蘇維埃社會主義共和國。設立於1921年7月16日。蘇聯解體之後，成為格鲁吉亚共和國的阿扎爾自治共和國。

## 行政区划
阿扎尔自治共和国下分为6个市镇：
| 市镇           | 面积 (km2) | 人口                     | 人口              | 人口              |
| 市镇           | 面积 (km2) | 普查时间 (2002年1月17日) | 普查时间 (2014年) | 普查时间 (2023年) |
| -------------- | ---------- | ------------------------ | ----------------- | ----------------- |
| 巴统市         | 64.9       | 121,806                  | 152,839           | 179,200           |
| 克達市鎮       | 452        | 20,024                   | 16,760            | 16,500            |
| 科布莱蒂市镇   | 720        | 88,063                   | 74,794            | 70,400            |
| 赫爾瓦喬里市鎮 | 410        | 90,843                   | 51,189            | 52,900            |
| 舒阿海維市鎮   | 588        | 21,850                   | 15,044            | 14,800            |
| 胡洛市鎮       | 710        | 33,430                   | 23,327            | 27,600            |

## 人口
主要人口阿扎尔人的母語是格魯吉亞語的阿扎爾方言，和其他格魯吉亞人不同，所以蘇聯一度把他們認定爲阿扎尔族，並建立了阿查拉蘇維埃社會主義自治共和國。

## 国旗
- 阿扎尔苏维埃社会主义自治共和国
- 阿扎尔自治共和国（2000-2004）
- 阿扎尔自治共和国国旗

## 国徽
- 阿扎尔苏维埃社会主义自治共和国国徽
- 阿扎尔自治共和国国徽